# Boško Boškovič
Boško Boškovič (Koper, 12 januari 1969) is een voormalig profvoetballer uit Slovenië, die speelde als doelman gedurende zijn carrière. Hij kwam onder meer uit voor Hajduk Split, NK Koper en SC Freiburg.

## Interlandcarrière
Boško Boškovič kwam in totaal 27 keer uit voor de nationale ploeg van Slovenië in de periode 1993-1998. Hij maakte zijn debuut onder leiding van bondscoach Bojan Prašnikar in het vriendschappelijke duel op 7 april 1993 tegen Estland (2-0) in Ljubljana. Boškovič trad in die wedstrijd na 75 minuten aan als vervanger van Marko Simeunovič. Andere debutanten namens Slovenië in dat duel waren Andrej Poljšak (FC Koper), Igor Poznič (NK Branik), Ante Šimundža (NK Branik) en Sašo Udovič (KSK Beveren).

## Erelijst
Hajduk Split
- Kroatisch landskampioen

1992
- Kroatische Supercup

1992